# Margarete Goetz (Illustratorin)

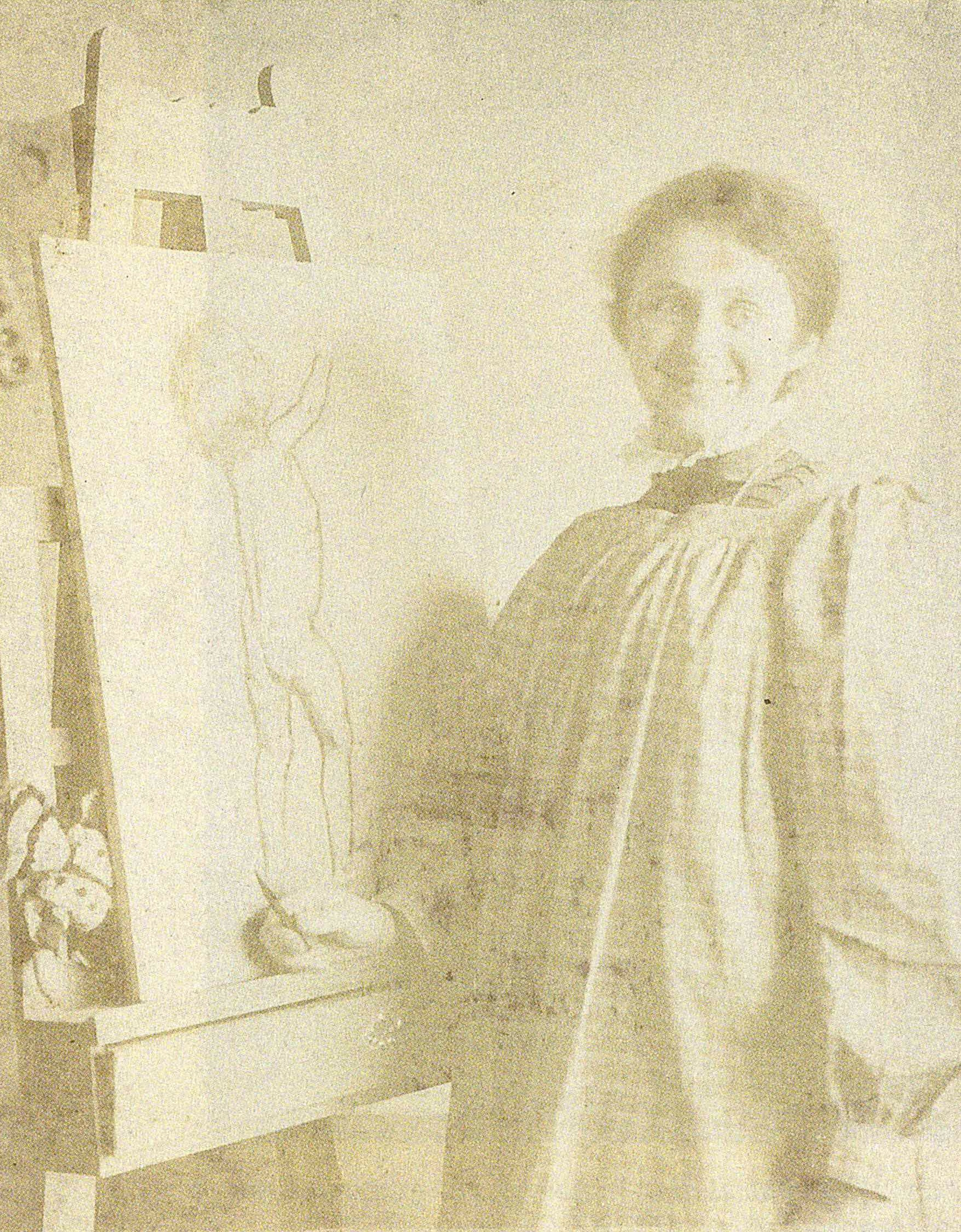
Margarete Goetz (um 1900)

Margarete Goetz (* 30. November 1869 in Winterthur; † 28. September 1952 in Zürich) war eine Schweizer Kinderbuchillustratorin, Zeichnerin von Kinderporträts und Postkarten sowie Verfasserin von Kinderbüchern.

## Leben
Margarete Goetz war das einzige Kind des Komponisten und Organisten Hermann Goetz (1840–1876) und der Winterthurer Zeichenlehrerin Laura Wirth (1845–1917?). Von 1870 bis 1877 lebte die Familie in Hottingen, damals ein Vorort von Zürich. Ihr zeichnerisches Talent wurde schon früh erkannt und gefördert. 1892 publizierte sie ihr erstes Bilderbuch Klein-Edelweiss im Schweizerland, das sehr erfolgreich war; 1894 folgte als weiteres Kinderbuch Arm und Verweist!
1896 ging sie nach München, um sich dort bis 1902 vermutlich in der privaten Malschule von Friedrich Fehr, Paul Nauen und Ludwig Schmid-Reutte auszubilden. Ihre Ausbildung fand ein jähes Ende, als Goetz unverheiratet schwanger wurde und sie 1902 in einem «Studienaufenthalt» in Mailand ihren Sohn Enzo zur Welt brachte. 1903 kehrte sie nach Zürich zurück.
Von 1934 und 1945 wohnte die Künstlerin in Schaffhausen. 1952 verstarb sie im Pfrundhaus St. Leonhard in Zürich. 

## Werk

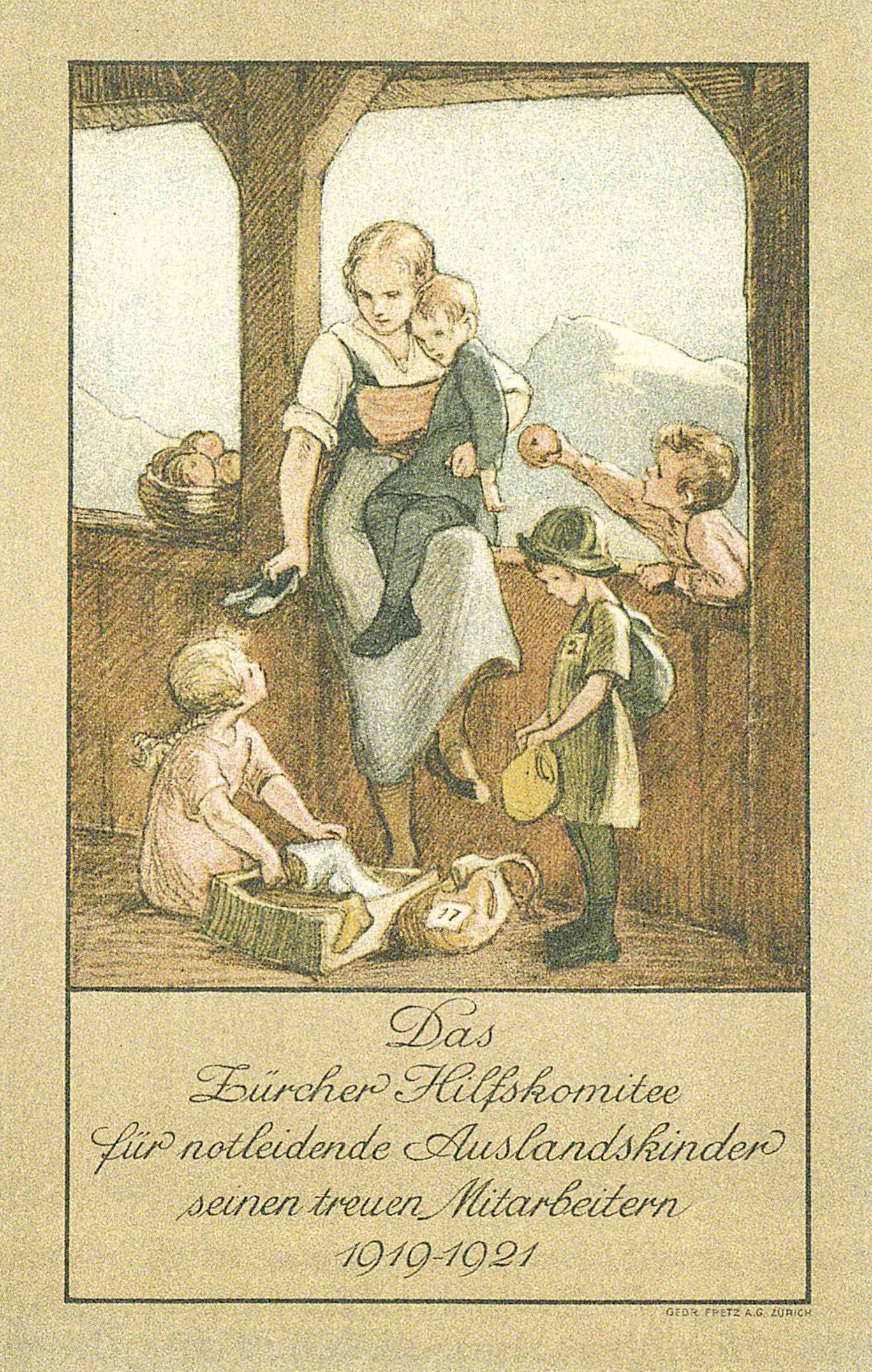
Margarete Goetz: Das Zürcher Hilfskomitee für notleidende Auslandskinder seinen treuen Mitarbeitern 1919–1921

Nach ihrer Rückkehr nach Zürich 1903 trug Goetz zunächst mittels Anfertigungen von Kinderporträts und der Erteilung von Zeichnungsunterricht zum Lebensunterhalt nicht nur von sich und ihrem Sohn, sondern auch ihrer früh verwitweten Mutter bei. Nachdem im Gefolge des Ersten Weltkriegs die Tantiemen der musikalischen Werke ihres Vaters verloren gingen, suchte Goetz nach weiteren Einnahmequellen. Zwischen 1914 und 1927 gestaltete sie für den Verlag von Ida Henkel Postkarten mit Kindermotiven, Weihnachts- und Neujahrsgrüssen. Darüber hinaus illustrierte sie u. a. Bücher der Mundartautorin Emilie Locher-Werling, von Hedwig Bleuler-Waser und von Käte Joël. Von ihr stammt auch die Gestaltung des Jubiläumsalbums für Marie Heim-Vögtlin, als sich deren Promotion zur ersten Schweizer Ärztin 1899 zum 25. Mal jährte.
1924 und 1930 war Goetz an Gruppenausstellungen des Kunstvereins Winterthur beteiligt. Von 1927 bis 1939 war sie Mitglied der Künstlergruppe Winterthur. 1945 wurden Zeichnungen von Goetz im Schaffhauser Museum zu Allerheiligen ausgestellt.
Margarete Goetz war zu Lebzeiten als Kinderbuchautorin und -illustratorin sowie als Zeichnerin von Kinderporträts auf lokaler und regionaler Ebene erfolgreich. Ihr Werk wurde jedoch nicht in den Kunstkanon aufgenommen, da man es als vermeintlichen Kitsch abtat. Immerhin wurde in Rezensionen ihre künstlerische Fähigkeit zur Darstellung von Kindern gelobt, die sie «in jahrelangem Fleiss durch Studieren lebender Modelle erlangt» habe.

## Werke
- Klein-Edelweiss im Schweizerland. Kinderbuch. Hofer, Zürich 1892, doi:10.3931/e-rara-14334.
- Arm und verwaist! Eine Geschichte in Bildern, für die lieben Kinder. Kinderbuch. Zürich 1894, doi:10.3931/e-rara-14336.
- Sonnen-Engelein. Kinderbuch. Zürich 1906.